# Hypoluxo
Hypoluxo és una població dels Estats Units a l'estat de Florida. Segons el cens del 2000 tenia 2.015 habitants.

## Demografia
Segons el cens del 2000, Hypoluxo tenia 2.015 habitants, 1.112 habitatges, i 549 famílies. La densitat de població era de 1.318,6 habitants/km².
Dels 1.112 habitatges en un 9,8% hi vivien nens de menys de 18 anys, en un 41,7% hi vivien parelles casades, en un 5,7% dones solteres, i en un 50,6% no eren unitats familiars. En el 39% dels habitatges hi vivien persones soles l'11,5% de les quals corresponia a persones de 65 anys o més que vivien soles. El nombre mitjà de persones vivint en cada habitatge era d'1,81 i el nombre mitjà de persones que vivien en cada família era de 2,33.
Per edats la població es repartia de la següent manera: un 8,8% tenia menys de 18 anys, un 4,8% entre 18 i 24, un 30,3% entre 25 i 44, un 30,6% de 45 a 60 i un 25,6% 65 anys o més.
L'edat mediana era de 49 anys. Per cada 100 dones de 18 o més anys hi havia 92 homes.
La renda mediana per habitatge era de 50.284 $ i la renda mediana per família de 64.375 $. Els homes tenien una renda mediana de 50.431 $ mentre que les dones 32.647 $. La renda per capita de la població era de 43.960 $. Entorn del 8,6% de les famílies i el 7,1% de la població estaven per davall del llindar de pobresa.

## Poblacions properes
El següent diagrama mostra les poblacions més properes.